# 1er décembre 1990
Le samedi 1er décembre 1990 est le 335e jour de l'année 1990.

## Naissances
- Agathe Iracema, chanteuse française
- Axelle Dauwens, athlète belge
- Chanel Iman, mannequin américain
- Eligijus Ruškys, athlète lituanien
- Frédérique Denest, joueuse internationale française de rink hockey
- Geoffrey Zava, joueur de rugby à XIII français
- Jana Bitsch, karatéka allemande
- Josh Parker, joueur de football britannique
- Joshua Berry, coureur cycliste américain
- Julie Lafourcade, joueuse internationale française de rink hockey
- Katherine Copeland, rameuse britannique
- Marco La Via, réalisateur franco-américain
- Marvin Johnson, footballeur anglais
- Michael Dixon, joueur de basket-ball américain
- Mukhtar Mohammed, athlète britannique, spécialiste des courses de demi-fond
- Patrick Butler, joueur irlandais de rugby à XV
- Stanislav Kritsyuk, joueur de football russe
- Stefan Ulmer, joueur de hockey sur glace suisse
- Tomáš Tatar, joueur de hockey sur glace slovaque

## Décès
- Émile Ess (né le 9 janvier 1932), rameur suisse
- Anton Kochinian (né le 25 novembre 1913), personnalité politique arménienne
- Carla Lehmann (née le 26 février 1917), actrice
- David Morse (né le 31 mai 1907), avocat américain
- Octavio Antonio Beras Rojas (né le 16 novembre 1906), prélat catholique
- Pierre Dux (né le 21 octobre 1908), acteur français
- Sergio Corbucci (né le 6 décembre 1927), cinéaste italien
- Simone Melchior (née le 19 janvier 1919), première épouse et partenaire de l'explorateur Jacques-Yves Cousteau
- Vijaya Lakshmi Pandit (née le 18 août 1900), femme politique
- Yvonne Owen (née le 28 juillet 1923), actrice britannique
- Zot Nekrasov (né le 8 janvier 1908), scientifique soviétique de l'industrie sidérurgique

## Événements
- Fuite du président tchadien Hissène Habré, laissant le pouvoir aux rebelles dirigés par Idriss Déby.
- Le premier des trois tunnels construits sous la Manche a été percé.
- La vitesse maximale autorisée en agglomération en France est amenée à 50 km/h.

- Début des attaques des unités soviétiques de l'OMON contre les postes-frontières lituaniens
- Ouverture de l'autoroute A13 au Luxembourg
- Création de la bourse de Shenzhen
- Début du championnat du monde des clubs de volley-ball masculin 1990

- Sortie du Commodore 64 Games System
- Sortie de la console PC-Engine GT

- Sortie des jeux vidéo : 
  - A-Train
  - Digger T. Rock
  - Dirty Harry
  - John Madden Football

- Création de la revue La Nef

- Sortie du film Les Tortues Ninja

- Fin de la série télévisée Alvin et les Chipmunks
- Fin de la série Super Mario Bros. 3